# NGC 7026
NGC 7026 (Cheeseburgernebel) ist ein planetarischer Nebel im Sternbild Schwan. NGC 7026 sind verschiedene, beieinanderliegende bipolare Ausbuchtungen, die von einer ringartigen Taille ausgehen.
Im Zentrum sitzt ein wasserstoffarmer WC-Stern. Anhand der Ausdehnung und Ausdehnungsgeschwindigkeit geht man von einem Alter des Nebels von unter 1.000 Jahren aus. Eine Röntgenbeobachtung mit dem XMM-Newton zeigt eine hohe Emission in den Ausbuchtungen, die vermutlich von etwa einer Million Kelvin heißem Plasma in diesen Bereichen des relativ jungen Nebels herrührt.
Das Objekt wurde am 6. Juni 1873 von Sherburne Burnham entdeckt.